# Konrad von Jungingen
Konrad V. von Jungingen je bil 25. veliki mojster Tevtonskega viteškega reda, na položaju od leta 1393 do 1407, * okoli 1355,  Marienburg, † 30. marec 1407, Marienburg.
Med njegovo vladavino je Država Tevtonskega reda dosegla največji obseg.

## Življenje
Konrad von Jungingen je izhajal iz Švabske. Tevtonskemu redu se je skupaj z bratom Ulrichom pridružil okoli leta 1380. Sprva je bil poveljnik na gradu v Osterodeju. Leta 1391 je bi povišan v zakladnika Marienburga.
Konradova izvolitev za velikega mojstra in vodjo reda je potekala brez njegove prisotnosti. Kot predsednik reda je bil izključen iz obravnave, vendar ge je eden od bratov, Wolf von Zolnhart, kljub temu predlegal za velikega mojstra reda. Ker njegov predlog ni naletel na nasprotovanje, je bil Konrad 30. novembra 1393 soglasno izvoljen za velikega mojstra.
Konrad se je odločil ohraniti večino politike svojih predhodnikov, vendar je za njeno uresničitev izbral diplomacijo. Vmešal se je v litovsko državljansko vojno med velikima knezoma in nekaj časa podpiral  Vitautasa, nekal časa Skirgalilo. Razen tega je nameraval oslabiti poljsko-iltovsko skupno državo in pravice Vladislava II. Jagela do Litovske keževine.
S svojo pametno politiko je uspel za red pridobiti Samogitijo. Leta 1402 je izkoristil finančne težave brandenburškega mejnega grofa Sigismunda Luksemburškega in kupil Nono marko, vendar so mu ozemeljske pridobitve prinesle več težav kot koristi. V Novi marki so lokalni vitezi nasprotovali diktatorski oblasti reda, medtem ko je v Samogitiji izbruhnil kmečki upor, ki ga je spodbudil Vladislav II.
.
Leta 1398 je švedski kralj Albert redu prepustil otok Gotland, da bi omejil plenilske napade bratov Victual na trgovske ladje na Baltskem morju. Kasneje istega leta je Konrad uspešno napadel in uničil Visby. Ker se red ni nameraval odpovedati Gotlandu, se je začel spor z novoustanovljeno Kalmarsko unijo pod dansko kraljico Margareto I.
Grožnje vojne na vseh straneh so prisilile Konrada, da se je sklenil sporazumeti z enim od nasprotnikov. Pu diplomatski uverturi v Krakovu se je leta 1404 srečal  z Vladislavom II. v Raciazu v Kujavski škofiji. Poljski kroni je predal Dobrzyn, s čimer si je zagotovil mir s Poljsko in Litvo.
Umrl je 30. marca 1407 v Marienburgu po dolgih bolezni zaradi kamnov na žolčniku. Pokopan je bil v mavzoleju velikih mojstrov reda pod kapelo sv. Ane v Marienburgu. 
Po pisanju Gdanske kronike je umirajoči veliki mojster opozoril dostojanstvenike tevtonskega reda, naj za njegovega naslednika ne izvolijo njegovega brata Ulricha, ker ga je imel za norega.  